# صلیب سرخ زیمبابوه
صلیب سرخ زیمبابوه (به انگلیسی: Zimbabwe Red Cross Society(ZRCS)) در سال ١٩٨١ توسط پارلمان زیمبابوه تأسیس شد.